# Palanpur (Staat)
Palanpur (auch Pahlanpur) war ein Fürstenstaat Britisch-Indiens im Norden des heutigen Bundesstaates Gujarat. Seine Hauptstadt war der Ort Palanpur. Die Dynastie der Yusufzai Lohani wurde im 14. Jahrhundert vom muslimischen Paschtunen Malek Khurram Khan begründet. Sein Nachfahre Ghazni Khan II. stand in Diensten des Großmoguls Akbar I. als Heerführer und Gouverneur von Lahore. Ghazni Khan II. heiratete die Milchschwester des Großmoguls Akbar, bekam Palanpur als Mitgift und die Titel Diwan, Mahakhan und Nawab verliehen.
Palanpur war 1817–1947 britisches Protektorat und hatte 1921 eine Fläche von 4582 km² und 237.000 Einwohner. Am 10. Juni 1948 erfolgte der Anschluss an Indien und die Eingliederung in den Staat Bombay. Seit 1960 gehört Palanpur zum Bundesstaat Gujarat.